# Lijst van filosofische stromingen

## A
- Abdera school
- Absurdisme
- Achintya Bheda Abheda
- Activisme (algemeen)
- Agnosticisme
- Agustinisme
- Alexandrian School
- Analytische filosofie
- Anarchist schools of thought
- Antipositivisme
- Arianisme
- Arminianisme
- Atheïsme
- Atomisme
- Australisch materialisme
- Averroisme

## B
- Baden school (Neokantianisme)
- Brits idealisme
- Buchmanisme

## C
- Collegium Conimbricense
- Communitarisme
- Confucianisme
- Continentale filosofie
- Copernicaanse wending
- Creationisme
- Christelijk humanisme
- Cynisme (filosofie)
- Cyrenaïsme

## D
- Deconstructie
- Deïsme
- Deontologie
- Dialectisch materialisme
- Duits idealisme
- Dvaita
- Dvaitadvaita

## E
- Eleaten
- Emanationisme
- Empirisme
- Epicurisme
- Eretrime
- Eurasisme
- Existentialisme
- Externalisme
- Externisme

## F
- Feministische filosofie
- Fenomenologie
- Franciscaanse school van Paris
- Frankfurter Schule

## G
- Gaudiya Vaishnavisme

## H
- Hedonisme
- Hellenistische filosofie
- Historicisme
- Humanisme 14e-16e eeuw
- Humanisme (hedendaags)
- Humanisme marxista
- Hylisch pluralisme

## I
- Idealisme
- Illuminati
- Illuminisme
- Intuïtionisme
- Ionische school
- Irrationalisme

## J
- Jong-Hegelianen

## K
- Karolingische renaissance
- Kerala school of astronomy and mathematics
- Kritisch realisme
- Kyotoschool

## L
- Legalisme (Chinese filosofie)
- Levensfilosofie
- Libertinisme

## M
- Marxisme
- Materialisme
- Megarian school

## N
- Neohumanisme
- School van Marburg
- Neoplatonisme
- Neopositivisme
- Nominalisme
- School van Nyaya

## O
- Objectivisme
- Ordinary language philosophy
- Orphisme (godsdienst)
- Oxford Calculators
- Oxford Franciscan school

## P
- Peripatetische school
- Personalisme
- Platonisme
- Platonisten van Cambridge
- Pluralistische school
- Port-Royal Schools
- Positivisme
- Postanalytische filosofie
- Postmoderne filosofie
- Pragmatisme
- Praxis school
- Presocratische filosofie
- Procesfilosofie
- Programma van Hilbert
- Psychologisme
- Pythagorisme

## R
- Rationalisme
- Realisme (filosofie)
- Romantiek

## S
- Scepticisme
- Scholastiek
- School of Names
- School van Lviv-Warschau
- School van Madrid
- School van Paris (filosofie)
- School van Salamanca
- Scottish School of Common Sense
- Shuddhadvaita
- Sofisme
- Solipsisme
- Spiritualisme
- Stoa
- Structuralisme (filosofie)

## T
- Taoïsme
- Tel Quel groep
- Theïsme
- Theosofie
- Thomisme
- Traditionalisme (filosofie)
- Transcendentaal idealisme
- Transhumanisme
- Transzendentalisme

## U
- Utilitarisme

## V
- Vishishtadvaita
- Vitalisme

## W
- Weimarer Klassik
- Wiener Kreis